# Julian Schütter
Julian Schütter (* 14. März 1998 in Schladming, Steiermark) ist ein ehemaliger österreichischer Skirennläufer und Klimaaktivist. Er gehörte zuletzt dem B-Kader des Österreichischen Skiverbandes an und war auf die schnellen Disziplinen Abfahrt und Super-G spezialisiert.

## Biografie

### Sportliche Laufbahn
Julian Schütter wuchs in der Gemeinde Pichl-Preunegg auf und besuchte sechs Jahre lang die Ski-Akademie Schladming. Nachdem er 2011 einen österreichischen Schülermeistertitel im Super-G gewonnen hatte, bestritt er im Alter von 16 Jahren in Radstadt seine ersten FIS-Rennen. Im Jänner 2016 gab er als amtierender U18-Staatsmeister im Super-G auf seinem Hausberg Reiteralm sein Debüt im Europacup. Nach dem Gewinn weiterer österreichischer Jugendtitel nahm er in Davos erstmals an Juniorenweltmeisterschaften teil und belegte Platz 26 in der Abfahrt. Im Winter 2018/19 konnte er sich im Europacup deutlich verbessern und qualifizierte sich erneut für die Juniorenweltmeisterschaften. Im Fassatal gewann er hinter Lars Rösti die Silbermedaille in der Abfahrt, im Super-G wurde er Sechster. Nach einigen Spitzenresultaten erreichte er im Jänner 2022 als Super-G-Dritter in Saalbach-Hinterglemm seinen ersten Europacup-Podestplatz. Zwei Monate später gewann er in St. Gallenkirch erstmals einen Staatsmeistertitel in seiner Paradedisziplin.
Am 26. November 2022 gab Schütter in der Abfahrt von Lake Louise sein Weltcup-Debüt. Nur acht Tage danach klassierte er sich in seinem dritten Rennen, dem Super-G von Beaver Creek, mit Rang 18 erstmals in den Punkterängen. In den Abfahrten von Gröden und Bormio holte er ebenfalls Punkte, in Wengen gelang ihm das erstmals in beiden Disziplinen. Bei der Hahnenkammabfahrt von Kitzbühel erlitt er einen Riss des vorderen Kreuzbandes sowie eine Meniskusverletzung im linken Knie, womit er die Saison vorzeitig beenden musste. Nachdem er wieder ins Training eingestiegen war, gab er Ende Februar 2024 seinen Rücktritt vom Leistungssport bekannt.

### Aktivismus
Julian Schütter wurde im Alter von zehn Jahren erstmals für die globale Erwärmung sensibilisiert, als er beim Training auf dem Dachstein auf den Gletscherschwund aufmerksam wurde. Seit 2021 beschäftigt er sich mit seinem ökologischen Fußabdruck. Für seine Flugreisen leistet er Kompensationszahlungen an atmosfair, plädiert aber für eine höhere CO2-Bepreisung von mindestens 180 Euro pro Tonne. Nachdem er sich bei Fridays for Future engagiert hatte, unterstützt er die NGO Protect Our Winters (POW), die sich für Klimaneutralität innerhalb der Outdoor-Sportgemeinschaft einsetzt.
Im Februar 2023 übergab Schütter im Rahmen der alpinen Skiweltmeisterschaften in Courchevel einen offenen Brief an eine Sprecherin des internationalen Skiverbandes (FIS). Das an Präsident Johan Eliasch und die Mitglieder des FIS-Konzils adressierte Schriftstück unterzeichneten über 140 Wintersportler, darunter Mikaela Shiffrin und Aleksander Aamodt Kilde. Die Athleten stellen darin vier zentrale Forderungen: Klimaneutralität aller FIS-Veranstaltungen bis 2035, eine Nachhaltigkeitsstrategie zur Emissionsreduktion um 50 Prozent bis 2030, die Bildung einer verbandsinternen Nachhaltigkeitsabteilung, und volle Transparenz bei der Erreichung der Ziele. Als Empfehlungen werden ein späterer Saisonstart und ein geographisch nachvollziehbarer Wettkampfkalender unter der Vermeidung mehrerer Überseeflüge pro Winter genannt.

“Soon we won’t be able to produce artificial snow at some classic World Cup slopes anymore as winter temperatures rise above zero in low altitude ski resorts more frequently. The public opinion about skiing is shifting towards unjustifiability.”

„Bald werden wir an klassischen Weltcup-Standorten nicht mehr in der Lage sein, Kunstschnee zu produzieren, weil die Wintertemperaturen in niedrigen Höhenlagen immer öfter null Grad übersteigen werden. Die öffentliche Meinung über Skifahren tendiert in die Richtung, dass es nicht mehr rechtfertigbar ist.“

Schütter lebt in Innsbruck und ernährt sich vegetarisch. Er studiert Wirtschaftsingenieurwesen mit Schwerpunkt erneuerbare Energien an der AKAD-Fernhochschule Stuttgart.
Am 28. Februar 2024 unterstützte Schütter eine Aktion der Letzten Generation im Zuge einer Plenarsitzung des Nationalrats. Die Aktivisten wollten ins Parlament, um hinzuweisen, dass „die Bundesregierung den Klimarat weiter ignoriert und keine Partei ein überlebenstaugliches Wahlprogramm vorgelegt hat“, man forderte von der Bundesregierung ein Grundrecht auf Klimaschutz.

## Sportliche Erfolge

### Weltcup
- 1 Platzierung unter den besten 20

### Weltcupwertungen
| Saison  | Gesamt | Gesamt | Abfahrt | Abfahrt | Super-G | Super-G |
| Saison  | Platz  | Punkte | Platz   | Punkte  | Platz   | Punkte  |
| ------- | ------ | ------ | ------- | ------- | ------- | ------- |
| 2022/23 | 109.   | 37     | 44.     | 21      | 48.     | 16      |

### Juniorenweltmeisterschaften
- Davos 2018: 26. Abfahrt
- Fassatal 2019: 2. Abfahrt, 6. Super-G

### Weitere Erfolge
- 1 österreichischer Meistertitel (Super-G 2022)
- 1 Podestplatz im Europacup
- 4 österreichische Jugendmeistertitel (Super-G 2015–2017, Abfahrt 2018)
- 2 Siege in FIS-Rennen